# 438 Zeuxo
438 Zeuxo је астероид главног астероидног појаса. Приближан пречник астероида је 61,14 km,
а средња удаљеност астероида од Сунца износи 2,553 астрономских јединица (АЈ).
Инклинација (нагиб) орбите у односу на раван еклиптике је 7,381 степени, а орбитални период износи 1490,715 дана (4,081 године). Ексцентрицитет орбите астероида износи 0,069.
Апсолутна магнитуда астероида износи 9,80 а геометријски албедо 0,056.
Астероид је откривен 8. новембра 1898. године.